# Спектр флуоресценції
Спектр флуоресценції (англ. fluorescence spectrum) — спектр, що є результатом фотовипромінювання з електронно-збуджених станів, яке може відбуватися двояко — залежно від природи основного та збудженого станів: при переході електрона зі збудженого синглетного стану в основний його спін не міняється, а при переході з триплетного в синглетний основний — відбувається переорієнтація спіну. Випромінювання, що відбувається в результаті синглет-синглетних електронних переходів, тобто дозволених квантово-механічних переходів, відзначається великими швидкостями (108 с–1) (флуоресценція). Випромінювання, яке відбувається при переході між станами різної мультиплетності (зі збудженого триплетного в синглетний основний), що є недозволеним переходом, відзначається малою константою швидкості випромінювання — 1 с–1 i менше (фосфоресценція).